# جبل ماتوتوم
جبل ماتوتوم (بالإنجليزية: Mount Matutum)‏ هو بركان نشط، على بعد حوالي 5.7 كيلومتر (3.5 ميل) من أكمونان، توبي، جنوب كوتاباتو، الفلبين. يسكن ماتوتوم وسفوحها في الغالب عائلات بلان الأصلية.
منحدراتها غابات وتستضيف أنواعًا متنوعة من النباتات والحيوانات، بما في ذلك الأنواع المهددة بالإنقراض مثل النسر الفلبيني وبرجرسير.